# 栗林新一郎
栗林 新一郎（くりばやし しんいちろう、明治39年（1906年） -  昭和58年（1983年）は、昭和の教育者。秋田県仙北郡六郷町（現美郷町）の郷土史家。「栗林文書」の発掘と整理に尽力した。

## 略歴・人物
栗林治郎作（栗林呉服）の縁者と言われ、六郷町馬町に栗林十蔵の長男として生まれた。大曲農業学校を卒業後に、秋田師範学校を卒業し、小学校の教師となる。
1965年（昭和40年）、湯沢市立湯沢西小学校の校長を最後に退職。赴任先々では、郷土の歴史を踏まえた教育実践を展開し、ふるさと教育の先駆者といえる実績を、各地域で残した。
翌66年（昭和41年）には、町と協議し、六郷町史編纂委員会を発足し、初代会長に就任。同時に、戦後初となる六郷図書館の初代館長となり、本の整理をした。常に郷土史研究の方向性を示し、実績を残した戦後の六郷の郷土史研究の第一人者でした。1969年（昭和44年）、六郷町公民館長。
1971年（昭和46年）から町史資料集『六郷の歴史』を発刊。晩年まで編集に直接関わった。1983年（昭和58年）、『六郷町史』編集中、願い半ばにして急逝。遺稿は嫡子・明弘（栗林外科医院）の協力を得て、『六郷の近世史の内～特輯～』として発刊。

### エピソード
- 六郷町の町長だった藤井新八郎の次男で、医者の達次とは知友である[4]。

- 私の住む借家のはし向かい（六郷町新町）に故栗林新一郎氏が住んでおられた。栗林氏は郷里を思う心が強い人であった[5]。

## 著書
- 六郷の歴史・六郷町古代史史料考（1975年）
- 蝦夷談義　前九年役考　前編（1976年）